# Vladimír Kos
Vladimír Kos (31. března 1936 – 17. září 2017) byl český fotbalista.

## Fotbalová kariéra
Je dvojnásobným mistrem Československa z let 1965 a 1967 se Spartou Praha. Hrál za Bohemians, na vojně ligu za Duklu Pardubice, potom do roku 1964 znovu za Bohemians a v roce 1964 přestoupil do Sparty Praha. Nastoupil ve 192 utkáních a dal 33 gólů. Původně útočník, později střední záložník. V první polovině šedesátých let patřil k nejvýraznějším osobnostem ligy. Byl členem stříbrné reprezentace na mistrovství světa 1962 v Chile, jako náhradník seděl na lavičce i při finálovém utkání. Nikdy nenastoupil za reprezentaci, měl smůlu, že byl současníkem dvojice Pluskal-Masopust z Dukly. V Poháru mistrů nastoupil ve 2 utkáních a v Poháru vítězů pohárů ve 2 utkáních.

## Ligová bilance
| Ročník                                   | Zápasy | Góly | Klub                     |
| ---------------------------------------- | ------ | ---- | ------------------------ |
| 2. československá fotbalová liga 1956    | -      | -    | Dukla Pardubice          |
| 1. československá fotbalová liga 1957/58 | -      | 3    | Dukla Pardubice          |
| 1. československá fotbalová liga 1958/59 | 26     | 7    | Spartak Praha Stalingrad |
| 1. československá fotbalová liga 1959/60 | 23     | 1    | Spartak Praha Stalingrad |
| 1. československá fotbalová liga 1960/61 | 20     | 5    | Spartak Praha Stalingrad |
| 1. československá fotbalová liga 1961/62 | 26     | 4    | ČKD Praha                |
| 1. československá fotbalová liga 1962/63 | 25     | 3    | ČKD Praha                |
| 1. československá fotbalová liga 1963/64 | 10     | 3    | ČKD Praha                |
| 1. československá fotbalová liga 1964/65 | 18     | 4    | Sparta Praha             |
| 1. československá fotbalová liga 1965/66 | 22     | 4    | Sparta Praha             |
| 1. československá fotbalová liga 1966/67 | 1      | 0    | Sparta Praha             |
| 1. československá fotbalová liga 1967/68 | 2      | 0    | Sparta Praha             |
| CELKEM                                   | 192    | 33   |                          |